# Ceratophysella orizabae
Ceratophysella orizabae är en urinsektsart som beskrevs av Riozo Yosii 1962. Ceratophysella orizabae ingår i släktet Ceratophysella och familjen Hypogastruridae. Inga underarter finns listade i Catalogue of Life.